# Championnats du monde de lutte 2006
Navigation
Budapest 2005 Bakou 2007
Les Championnats du monde de lutte 2006 se sont déroulés du 25 septembre au 1er octobre à Canton en Chine.

## Podiums

### Lutte libre - Hommes
| Catégorie | Or                           | Argent                           | Bronze                       |
| --------- | ---------------------------- | -------------------------------- | ---------------------------- |
| 55 kg     | Radoslav Velikov Bulgarie    | Besik Kudukhov Russie            | Namiq Abdullayev Azerbaïdjan |
| 55 kg     | Radoslav Velikov Bulgarie    | Besik Kudukhov Russie            | Sammie Henson États-Unis     |
| 60 kg     | Morad Mohammadi Iran         | Mike Zadick États-Unis           | Noriyuki Takatsuka Japon     |
| 60 kg     | Morad Mohammadi Iran         | Mike Zadick États-Unis           | Mavlet Batirov Russie        |
| 66 kg     | Bill Zadick États-Unis       | Otar Tushishvili Géorgie         | Geandry Garzón Cuba          |
| 66 kg     | Bill Zadick États-Unis       | Otar Tushishvili Géorgie         | Andriy Stadnik Ukraine       |
| 74 kg     | Ibrahim Aldatov Ukraine      | Ali Asghar Bazri Iran            | Soslan Tigiev Ouzbékistan    |
| 74 kg     | Ibrahim Aldatov Ukraine      | Ali Asghar Bazri Iran            | Donny Pritzlaff États-Unis   |
| 84 kg     | Sazhid Sazhidov Russie       | Revaz Mindorashvili Géorgie      | Reza Yazdani Iran            |
| 84 kg     | Sazhid Sazhidov Russie       | Revaz Mindorashvili Géorgie      | Zaurbek Sokhiev Ouzbékistan  |
| 96 kg     | Khadzhimurat Gatsalov Russie | Giorgi Gogshelidze Géorgie       | Michel Batista Cuba          |
| 96 kg     | Khadzhimurat Gatsalov Russie | Giorgi Gogshelidze Géorgie       | Ruslan Sheikhau Biélorussie  |
| 120 kg    | Artur Taymazov Ouzbékistan   | Kuramagomed Kuramagomedov Russie | Fardin Masoumi Iran          |
| 120 kg    | Artur Taymazov Ouzbékistan   | Kuramagomed Kuramagomedov Russie | Ruslan Basiev Arménie        |

### Lutte gréco-romaine - Hommes
| Catégorie | Or                          | Argent                         | Bronze                         |
| --------- | --------------------------- | ------------------------------ | ------------------------------ |
| 55 kg     | Hamid Sourian Iran          | Rövşən Bayramov Azerbaïdjan    | Lindsey Durlacher États-Unis   |
| 55 kg     | Hamid Sourian Iran          | Rövşən Bayramov Azerbaïdjan    | Park Eun-chul Corée du Sud     |
| 60 kg     | Joe Warren États-Unis       | David Bedinadze Géorgie        | Bünyamin Emik Turquie          |
| 60 kg     | Joe Warren États-Unis       | David Bedinadze Géorgie        | Vyacheslav Djaste Russie       |
| 66 kg     | Li Yanyan Chine             | Kanatbek Begaliev Kirghizistan | Sergey Kovalenko Russie        |
| 66 kg     | Li Yanyan Chine             | Kanatbek Begaliev Kirghizistan | Harry Lester États-Unis        |
| 74 kg     | Volodymyr Shatskykh Ukraine | Marko Yli-Hannuksela Finlande  | Manuchar Kvirkelia Géorgie     |
| 74 kg     | Volodymyr Shatskykh Ukraine | Marko Yli-Hannuksela Finlande  | Mark Madsen Danemark           |
| 84 kg     | Mohamed Abdelfatah Égypte   | Nazmi Avluca Turquie           | Aleksey Mishin Russie          |
| 84 kg     | Mohamed Abdelfatah Égypte   | Nazmi Avluca Turquie           | Saman Tahmasebi Iran           |
| 96 kg     | Heiki Nabi Estonie          | Marek Švec Tchéquie            | Hamza Yerlikaya Turquie        |
| 96 kg     | Heiki Nabi Estonie          | Marek Švec Tchéquie            | Kaloyan Dinchev Bulgarie       |
| 120 kg    | Khasan Baroyev Russie       | Mijaín López Cuba              | Siarhei Artsiukhin Biélorussie |
| 120 kg    | Khasan Baroyev Russie       | Mijaín López Cuba              | İsmail Güzel Turquie           |

### Lutte libre - Femmes
| Catégorie | Or                      | Argent                      | Bronze                      |
| --------- | ----------------------- | --------------------------- | --------------------------- |
| 48 kg     | Chiharu Ichō Japon      | Ren Xuecheng Chine          | Iwona Sadowska Pologne      |
| 48 kg     | Chiharu Ichō Japon      | Ren Xuecheng Chine          | Francine De Paola Italie    |
| 51 kg     | Hitomi Sakamoto Japon   | Lindsay Belisle Canada      | Patricia Miranda États-Unis |
| 51 kg     | Hitomi Sakamoto Japon   | Lindsay Belisle Canada      | Alena Adashinskaya Russie   |
| 55 kg     | Saori Yoshida Japon     | Maryia Yahorava Biélorussie | Minerva Montero Espagne     |
| 55 kg     | Saori Yoshida Japon     | Maryia Yahorava Biélorussie | Ida-Theres Karlsson Suède   |
| 59 kg     | Ayako Shōda Japon       | Su Lihui Chine              | Alka Tomar Inde             |
| 59 kg     | Ayako Shōda Japon       | Su Lihui Chine              | Nataliya Sinishin Ukraine   |
| 63 kg     | Kaori Ichō Japon        | Xu Haiyan Chine             | Monika Rogien Pologne       |
| 63 kg     | Kaori Ichō Japon        | Xu Haiyan Chine             | Helena Allandi Suède        |
| 67 kg     | Jing Ruixue Chine       | Martine Dugrenier Canada    | Maria Müller Allemagne      |
| 67 kg     | Jing Ruixue Chine       | Martine Dugrenier Canada    | Eri Sakamoto Japon          |
| 72 kg     | Stanka Zlateva Bulgarie | Kyōko Hamaguchi Japon       | Elena Perepelkina Russie    |
| 72 kg     | Stanka Zlateva Bulgarie | Kyōko Hamaguchi Japon       | Kristie Marano États-Unis   |

## Tableau des médailles
| Rang  | Nation       | Or | Argent | Bronze | Total |
| ----- | ------------ | -- | ------ | ------ | ----- |
| 1     | Japon        | 5  | 1      | 2      | 8     |
| 2     | Russie       | 3  | 2      | 6      | 11    |
| 3     | Chine        | 2  | 3      | 0      | 5     |
| 4     | États-Unis   | 2  | 1      | 6      | 9     |
| 5     | Iran         | 2  | 1      | 3      | 6     |
| 6     | Ukraine      | 2  | 0      | 2      | 4     |
| 7     | Bulgarie     | 2  | 0      | 1      | 3     |
| 8     | Ouzbékistan  | 1  | 0      | 2      | 3     |
| 9     | Égypte       | 1  | 0      | 0      | 1     |
| 9     | Estonie      | 1  | 0      | 0      | 1     |
| 11    | Géorgie      | 0  | 4      | 2      | 6     |
| 12    | Canada       | 0  | 2      | 0      | 2     |
| 13    | Biélorussie  | 0  | 1      | 2      | 3     |
| 13    | Cuba         | 0  | 1      | 2      | 3     |
| 13    | Turquie      | 0  | 1      | 2      | 3     |
| 16    | Azerbaïdjan  | 0  | 1      | 1      | 2     |
| 17    | Tchéquie     | 0  | 1      | 0      | 1     |
| 17    | Finlande     | 0  | 1      | 0      | 1     |
| 17    | Kirghizistan | 0  | 1      | 0      | 1     |
| 20    | Pologne      | 0  | 0      | 2      | 2     |
| 20    | Suède        | 0  | 0      | 2      | 2     |
| 22    | Arménie      | 0  | 0      | 1      | 1     |
| 22    | Danemark     | 0  | 0      | 1      | 1     |
| 22    | Allemagne    | 0  | 0      | 1      | 1     |
| 22    | Inde         | 0  | 0      | 1      | 1     |
| 22    | Italie       | 0  | 0      | 1      | 1     |
| 22    | Corée du Sud | 0  | 0      | 1      | 1     |
| 22    | Espagne      | 0  | 0      | 1      | 1     |
| Total | Total        | 21 | 21     | 42     | 84    |

## Classement par équipes
| Classement | Lutte libre - Hommes | Lutte libre - Hommes | Lutte gréco-romaine - Hommes | Lutte gréco-romaine - Hommes | Lutte libre - Femmes | Lutte libre - Femmes |
| Classement | Équipe               | Points               | Équipe                       | Points                       | Équipe               | Points               |
| ---------- | -------------------- | -------------------- | ---------------------------- | ---------------------------- | -------------------- | -------------------- |
| 1          | Russie               | 51                   | Turquie                      | 39                           | Japon                | 67                   |
| 2          | Iran                 | 44                   | Russie                       | 34                           | Chine                | 41                   |
| 3          | États-Unis           | 35                   | États-Unis                   | 34                           | Canada               | 30                   |
| 4          | Ukraine              | 33                   | Géorgie                      | 29                           | Russie               | 28                   |
| 5          | Ouzbékistan          | 32                   | Iran                         | 27                           | Biélorussie          | 24                   |
| 6          | Géorgie              | 32                   | Ukraine                      | 26                           | Allemagne            | 23                   |
| 7          | Biélorussie          | 23                   | Bulgarie                     | 18                           | États-Unis           | 22                   |
| 8          | Bulgarie             | 22                   | Hongrie                      | 16                           | Ukraine              | 22                   |
| 9          | Cuba                 | 18                   | Finlande                     | 15                           | Pologne              | 19                   |
| 10         | Azerbaïdjan          | 16                   | Biélorussie                  | 15                           | Suède                | 19                   |

## Source
- (en) Cet article est partiellement ou en totalité issu de l’article de Wikipédia en anglais intitulé « 2006 World Wrestling Championships » (voir la liste des auteurs).